# St. George (Vermont)
St. George ist eine Town im Chittenden County des Bundesstaats Vermont in den Vereinigten Staaten, mit 794 Einwohnern (laut Volkszählung von 2020).

## Geografie

### Geografische Lage
St. George liegt im Südwesten des Chittenden Countys, nahe dem Ostufer des Lake Champlain und etwas südlich der lokalen Metropole Burlington. Es gibt nur wenige kleine Wasserläufe und einen kleinen See auf dem Gebiet der Town. Das Gebiet ist hügelig und die höchste Erhebung ist der 355 m hohe Mount Pritchard.

### Nachbargemeinden
Alle Entfernungen sind als Luftlinien zwischen den offiziellen Koordinaten der Orte aus der Volkszählung 2010 angegeben.
- Norden: Williston, 2,5 km
- Osten: Richmond, 14,7 km
- Süden: Hinesburg, 3,1 km
- Westen: Shelburne, 14,6 km

### Klima
Die Durchschnittstemperatur in St. George liegt zwischen −11,0 °C (12 °Fahrenheit) im Januar und 20,0 °C (68 Grad Fahrenheit) im Juli. Damit ist der Ort gegenüber dem langjährigen Mittel Vermonts um etwa 2 Grad kühler. Die Schneefälle zwischen Oktober und Mai erreichen ihren Höchstwert im Januar und liegen deutlich höher als die mittlere Schneehöhe in den USA. Die tägliche Sonnenscheindauer liegt am unteren Rand des Wertespektrums der USA, im Zeitraum September bis Dezember zum Teil deutlich darunter.

## Geschichte
Der Grant von St. George wurde am 18. August 1763 von Benning Wentworth im Rahmen der New Hampshire Grants mit einer Größe von 2200 acre (890 Hektar) vergeben. Dies war für eine Town eine ungewöhnlich geringe Größe, üblich waren 23.040 acre. Die Besiedlung startete 1784. Der erste Siedler in dem Gebiet war Joshua Isham aus Connecticut. Die konstituierende Versammlung der Town fand 1813 statt.
Wentworth benannte die Town nach dem Schutzheiligen Englands Georg um König Georg III., in dessen Namen die Ländereien vergeben wurden, zu besänftigen. Georg III. war nicht erfreut über die Art, wie Wentworth die Landvergabe handhabte, da es zunehmend zu Konflikten mit der Kolonie New York kam und er auf eine Steuer zugunsten der Krone verzichtete. Effektiv verdiente Wentworth als Gouverneur mehr als der König, da er von jedem Grant einen Teil bekam, zusätzlich noch Gebühren für die Vergabe erhob.

### Einwohnerentwicklung
| Volkszählungsergebnisse – Town of St. George | Volkszählungsergebnisse – Town of St. George | Volkszählungsergebnisse – Town of St. George | Volkszählungsergebnisse – Town of St. George | Volkszählungsergebnisse – Town of St. George | Volkszählungsergebnisse – Town of St. George | Volkszählungsergebnisse – Town of St. George | Volkszählungsergebnisse – Town of St. George | Volkszählungsergebnisse – Town of St. George | Volkszählungsergebnisse – Town of St. George | Volkszählungsergebnisse – Town of St. George |
| Jahr                                         | 1700                                         | 1710                                         | 1720                                         | 1730                                         | 1740                                         | 1750                                         | 1760                                         | 1770                                         | 1780                                         | 1790                                         |
| -------------------------------------------- | -------------------------------------------- | -------------------------------------------- | -------------------------------------------- | -------------------------------------------- | -------------------------------------------- | -------------------------------------------- | -------------------------------------------- | -------------------------------------------- | -------------------------------------------- | -------------------------------------------- |
| Einwohner                                    |                                              |                                              |                                              |                                              |                                              |                                              |                                              |                                              |                                              | 57                                           |
| Jahr                                         | 1800                                         | 1810                                         | 1820                                         | 1830                                         | 1840                                         | 1850                                         | 1860                                         | 1870                                         | 1880                                         | 1890                                         |
| Einwohner                                    | 65                                           | 28                                           | 120                                          | 135                                          | 121                                          | 127                                          | 121                                          | 111                                          | 93                                           | 106                                          |
| Jahr                                         | 1900                                         | 1910                                         | 1920                                         | 1930                                         | 1940                                         | 1950                                         | 1960                                         | 1970                                         | 1980                                         | 1990                                         |
| Einwohner                                    | 90                                           | 109                                          | 100                                          | 84                                           | 87                                           | 117                                          | 108                                          | 477                                          | 677                                          | 705                                          |
| Jahr                                         | 2000                                         | 2010                                         | 2020                                         | 2030                                         | 2040                                         | 2050                                         | 2060                                         | 2070                                         | 2080                                         | 2090                                         |
| Einwohner                                    | 698                                          | 674                                          | 794                                          |                                              |                                              |                                              |                                              |                                              |                                              |                                              |

## Wirtschaft und Infrastruktur

### Verkehr
Die Vermont State Route 116 aus Nordwesten in Richtung Süden verlaufend trifft im südlichen Teil der Town auf die nordsüdlich verlaufende Vermont State Route 2A. Die nächste Station der Amtrak befindet sich in Essex-Junction.

### Öffentliche Einrichtungen
Es gibt kein Krankenhaus in St. George. Das  University of Vermont Medical Center in Burlington, ist das nächstgelegene Krankenhaus.

### Bildung
St. George gehört mit Charlotte, Hinesburg, Shelburne und Williston zur Chittenden South Supervisory Union Es gibt keine eigene Schule in St. George. Schulkinder besuchen die Schulen im Williston School District.
Die Town St. George betreibt keine eigene Bibliothek. Die nächstgelegenen befinden sich in Hinesburgh, South Burlington oder Williston.